# James Gurney
James Marshall Gurney (* 14. Juni 1958 in Glendale, Kalifornien) ist ein US-amerikanischer Künstler und Autor, der für seine illustrierte Buchreihe Dinotopia bekannt ist, die in Form eines Entdeckertagebuchs aus dem 19. Jahrhundert von einer Inselutopie erzählt, auf der Menschen und Dinosaurier zusammenleben.
Gurney ist zudem als Paläokünstler tätig, der in seinen Gemälden ausgestorbene Tierarten wie Gefiederte Dinosaurier und andere Dinosaurier darstellt und rekonstruiert.

## Leben
Gurney wuchs in Palo Alto, Kalifornien, als jüngstes von fünf Kindern von Joanna und Robert Gurney, einem Maschinenbauingenieur, auf.
Er gestaltete Kreativprojekte in der Werkstatt, baute Puppen, Segelflugzeuge, Masken sowie Drachen und brachte sich das Zeichnen mit Hilfe von Büchern über die Illustratoren Howard Pyle und Norman Rockwell bei.
Gurney studierte Archäologie an der University of California, Berkeley, und erhielt 1979 einen Bachelor of Arts in Anthropologie. Ab 1980 studierte er einige Semester lang Illustration am Art Center College of Design in Pasadena, Kalifornien.
Angeregt durch ein Abenteuer auf Güterzügen quer durchs Land, schrieb er 1982 gemeinsam mit Thomas Kinkade das Buch The Artist’s Guide to Sketching.
Gurney und Kinkade arbeiteten auch als Zeichner von Hintergrundszenen für den von Ralph Bakshi und Frank Frazetta koproduzierten Animationsfilm Feuer und Eis (1983).
Gurneys Karriere als freiberuflicher Illustrator begann in den 1980er Jahren. In dieser Zeit entwickelte er seine charakteristischen realistischen Darstellungen fantastischer Szenen, die er in Öl malte und dabei ähnliche Methoden wie die akademischen Realisten und die Illustratoren des Goldenen Zeitalters anwandte. Er malte mehr als 70 Cover für Science-Fiction- und Fantasy-Taschenbücher und entwarf mehrere Briefmarken für den United States Postal Service, vor allem The World of Dinosaurs im Jahr 1996.
Ab 1983 arbeitete er an mehr als einem Dutzend Aufträgen für das National Geographic Magazine, darunter Rekonstruktionen der antiken Zivilisationen der Moche, Kuschiten und Etrusker sowie der Reisen von Iason und Odysseus für Tim Severin.
Die Inspiration, die sich aus der Erforschung dieser archäologischen Rekonstruktionen ergab, führte zu einer Reihe von Panoramabildern über verlorene Welten, darunter Waterfall City (1988) und Dinosaur Parade (1989).
Mit der Ermutigung der pensionierten Verleger Ian und Betty Ballantine stellte er seine freiberufliche Arbeit ein und widmete sich zwei Jahre lang dem Schreiben und Illustrieren von Dinotopia: A Land Apart from Time, das 1992 veröffentlicht wurde. Das Buch schaffte es auf die Bestsellerliste der New York Times und wurde mit mehreren Preisen, darunter den Hugo Award, den World Fantasy Award, den Chesley Award, den Spectrum Award und den Colorado Children’s Book Award ausgezeichnet. Es verkaufte sich über eine Million Mal und wurde in 18 Sprachen übersetzt.
Zu den Fortsetzungen von Dinotopia, die sowohl von Gurney geschrieben als auch illustriert wurden, gehören Dinotopia: The World Beneath (1995), Dinotopia: First Flight (1999) und Dinotopia: Journey to Chandara (2007).
Die Originalkunstwerke von Gurney aus den Dinotopia-Büchern wurden im National Museum of Natural History der Smithsonian Institution, im Norman Rockwell Museum und im Royal Tyrrell Museum of Palaeontology ausgestellt sowie in Tourneen in Museen in den Vereinigten Staaten und Europa präsentiert.
In jüngster Zeit hat er zwei Bücher zum Thema Kunstvermittlung geschrieben: Imaginative Realism: How to Paint What Doesn't Exist (2009), ein Buch über das Zeichnen und Malen von nicht existierenden Objekten, und Color and Light: A Guide for the Realist Painter (2010). Diese Werke basieren auf Gurneys Blogbeiträgen, in denen er realistischen Malern und Fantasy-Künstlern praktische Ratschläge gibt.
Am 21. Februar 2012 wurde Gurney vom Art Renewal Center in den Kreis der „Living Master“ aufgenommen.
Er ist Mitglied bei Phi Beta Kappa, bei der Association of Science Fiction Artists und bei der Authors Guild.

## Dedikationsnamen
2014 wurde der Dinosaurier Torvosaurus gurneyi zu Ehren von Gurney benannt.